# Догшин-нойон-хутухта
Догшин-нойон-хутухта (монг. Догшин ноён хутагт — Гневный князь-святой) — титул одного из хубилганов времён цинской и богдо-ханской Монголии.

## История
Всего насчитывается 8 известных перерождений данного хубилгана. Первый из них, положивший начало линии, был уроженец Гоби-Мергеновского хошуна Тушэту-ханского аймака Монголии Агваангончог, ученик Богдо-гэгэна II и Панчен-ламы V. Четвёртый хубилган, Жамьян Ойдовжамц, был умерщвлён цинскими властями за антигосударственную деятельность, а пятый, Данзанравжа, прославился как великий поэт, писатель и просветитель. В 1932 году, через год после смерти седьмого Догшин-нойон-хутухты, этот титул был самовольно присвоен одним из руководителей восстания против власти Монгольской народно-революционной партии Восьмой хубилган родился в 1933 году и большую часть жизни провёл во Внутренней Монголии; после его смерти новое воплощение долгое время не искалось; при этом, некоторые верили, что очередным Нойон-хутухтой был поэт Р. Чойном. Девятый хубилган был отыскан и официально утверждён в этом статусе только в 2013 году.
В 1912 году титул «Догшин-нойон-хутухта» был пожалован Богдо-гэгэном VIII борцу за независимость Монголии от Китая Джа-ламе, который, однако, был вскоре лишён его из-за конфликта с властями страны. Интересно, что полное религиозное имя Джа-ламы — Лувсандамбийжанцан — полностью совпадало с именем жившего в то время седьмого хутухты.

## Линия хубилганов
- Догшин-нойон-хутухта I Агваангончог (1622—1701)
- Догшин-нойон-хутухта II Жамъяндамбийжанцан (1701—1745)
- Догшин-нойон-хутухта III Лувсанжамъянданзан (1745—1767)
- Догшин-нойон-хутухта IV Жамъян Ойдовжамц (1769—1803)
- Догшин-нойон-хутухта V Лувсанданзанравжаа (1803—1856)
- Догшин-нойон-хутухта VI Дондовдамбийжанцан (1856—1875)
- Догшин-нойон-хутухта VII Лувсандамбийжанцан (1875—1931)
- Догшин-нойон-хутухта VIII Агваансамданжамц (1933—1968)
- Догшин-нойон-хутухта IX Данзанлувсантудэв (род. 1984)